# Alhambra
För andra betydelser, se Alhambra (olika betydelser).

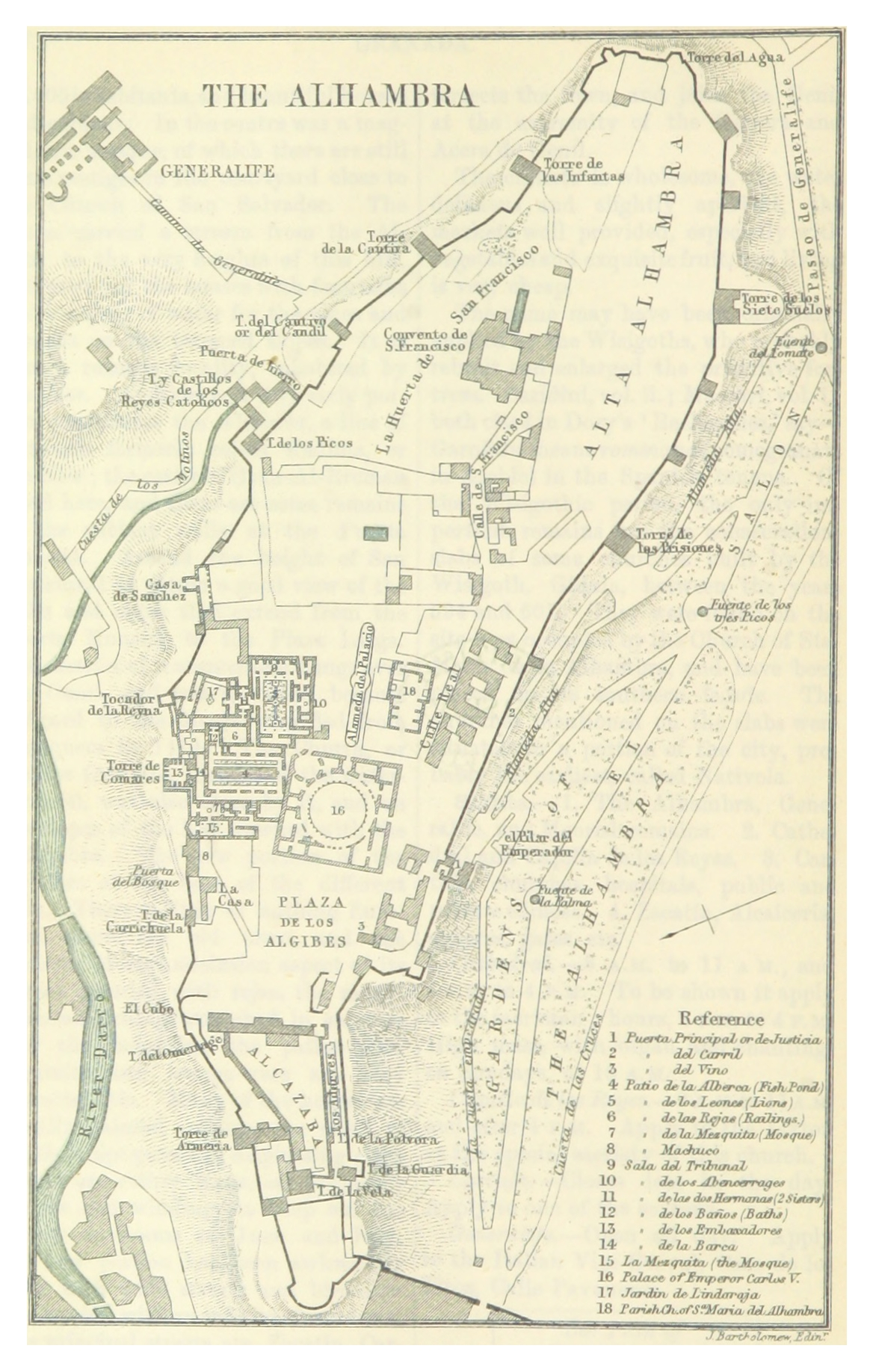
Karta över Alhambra.

Alhambra (arabiska الْحَمْرَاء al-ḥamrāʼ, ’den röda’) är ett stort borg- och palatsområde  beläget på en höjd i den andalusiska staden Granada och är en unikt bevarad byggnad inom västlig islamisk arkitektur. Alhambra uppfördes i huvudsak av den moriska Nasriddynastin från 1250-talet till 1300-talets slut. Det var det sista av de moriska fästena i Spanien som höll stånd mot kristenheten. Granada och Alhambra intogs till slut av Isabella och Ferdinand 1492.
Alhambra blev 1870 ett nationellt kulturminnesmärke i Spanien och 1984 sattes Alhambra upp på Unescos världsarvslista tillsammans med den närbelägna trädgårdsanläggningen Generalife och stadsdelen Albiacin på höjden bredvid Alhambra.

## Borgen Alcazaba
Borgen Alcazaba, som ligger i den västra delen av anläggningen är den äldsta delen av Alhambra. Man tror att det fanns bebyggelse på området redan innan morerna anlände till Granada. Alcazaba omnämns första gången år 889 då Sawwar ben Hamdun sökte skydd i fortet, som han också reparerade under strider mellan morerna och kristna, som hade konverterat till islam. 
Den nuvarande borgen byggdes under Muhammad I al-Ghalib, som anlade befästningsmurarna och tre torn: torre Quebrada, Torre del Homanaje och Torre de la Vela. Både Mohammad I och hans son Mohammad II använde borgen som kunglig bostad i väntan på att palatsen blev färdigställda och efter det användes Alcazaba bara för militära ändamål. När de kristna erövrat Alhambra reparerades borgen och byggnaderna har använts som fängelse för att därefter överges och förfalla under 1700-talet. Under sent 1800-tal började borgen restaureras.
Borgen är uppförd delvis av huggen sten och tegel, men till större delen av så kallad tapia, en konstgjord sten sammansatt av jord, kalk och kisel. Borgkullen är runt om innesluten av en mur prydd med tinnar och försedd med talrika torn. Huvudingången, bestående av en hall överbyggd med två torn, kallas Puerta de la Justicia ("lagens port"). Bakom denna ligger cisterngården till höger om den fästningen och till vänster vad som tidigare var en stor moské och nu är Jungfrukyrkan samt kungens palats.

## Nasridiska palatsen
Den nasridiska ättens kungliga palats består av en serie gårdar och rum innanför en anspråkslös befästningsmur. De rikast utsmyckade delarna av palatsen ligger runt två gårdar: Myrtengården och Lejongården och runt varje gård finns rikt arbetade rum. Både gårdar och rum är geometriskt och detaljrikt smyckat i kakelmosaik, stuckatur och trä. Dessutom finns bad och moské.
Yusuf I (1333-1353) och hans son Mohammad V (1353-1391) är ansvariga för de flesta byggnader i palatsen, som finns kvar idag. I stort sett ingenting finns kvar från de senare regenterna. Kung Karl V lät förstöra delar av palatsen för att ge plats åt ett palats med hans namn.
Gårdar och några salar:
- Ambassadörernas sal, som ansluter till Myrtengården, är ett praktfullt rum med deld kakel längst väggarna men framförallt med sirlig stuckatur på både väggar och valvbågar samt ett snidat och målat innertak av trä. I stuckaturen finns verser ur koranen samt Yosuf I:s namn.[2]
- Myrtengården domineras av en stor, stilla vattenspegel omgärdad av myrten.[2]
- Lejongården, med en springbrunn med tolv lejonskupturer som givit gården dess namn.[2]
- Abencerrajernas sal ansluter till Lejongården. Där mördades 36 medlemmar av familjen Abencerrajes på order av kung Boabdil.[2]
- Konungarnas sal, som ansluter till Lejongården.
- De två systrarnas sal, som ansluter till Lejongården.

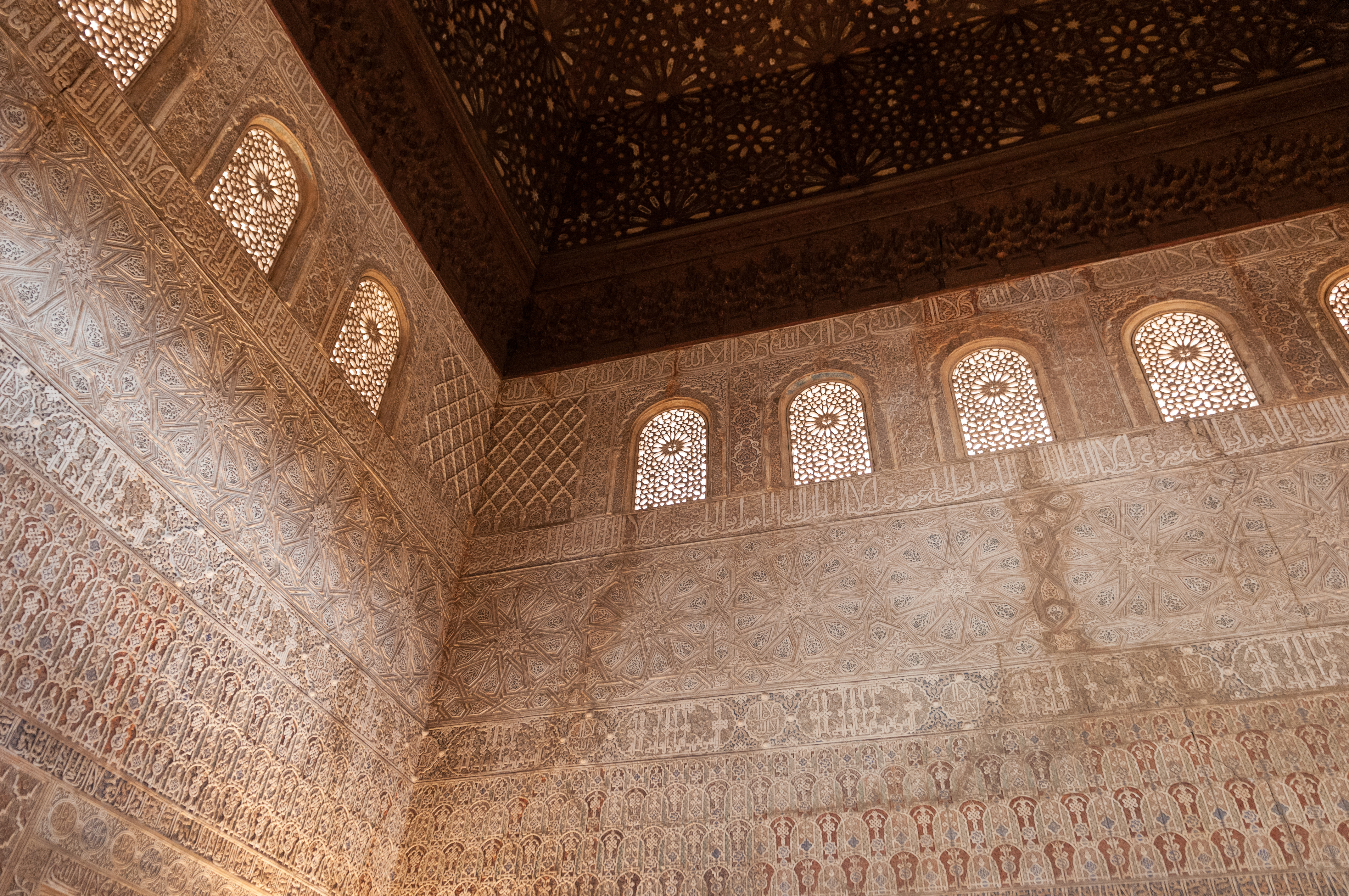
Vägg och tak i Ambassadörernas sal.
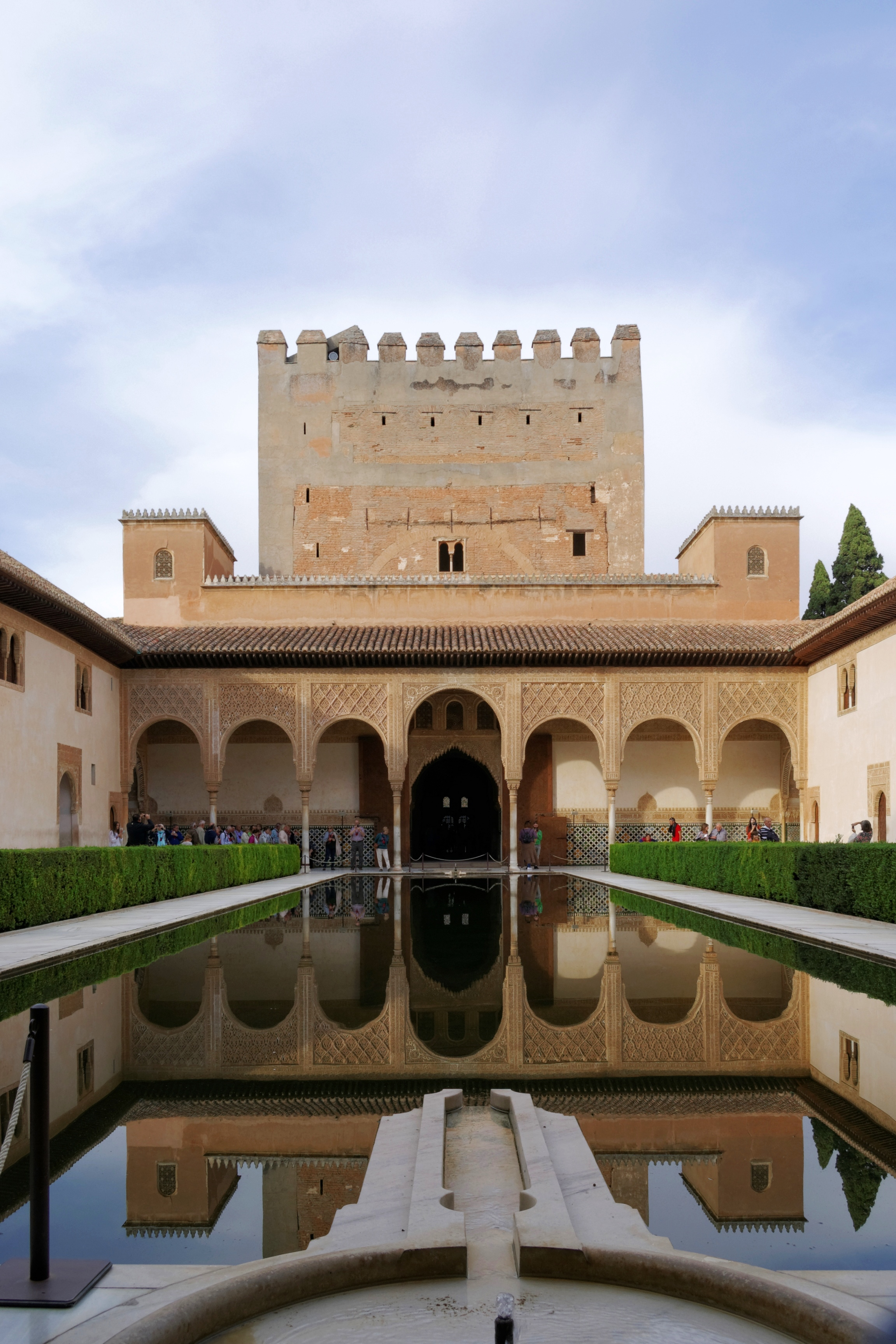
Myrtengården.
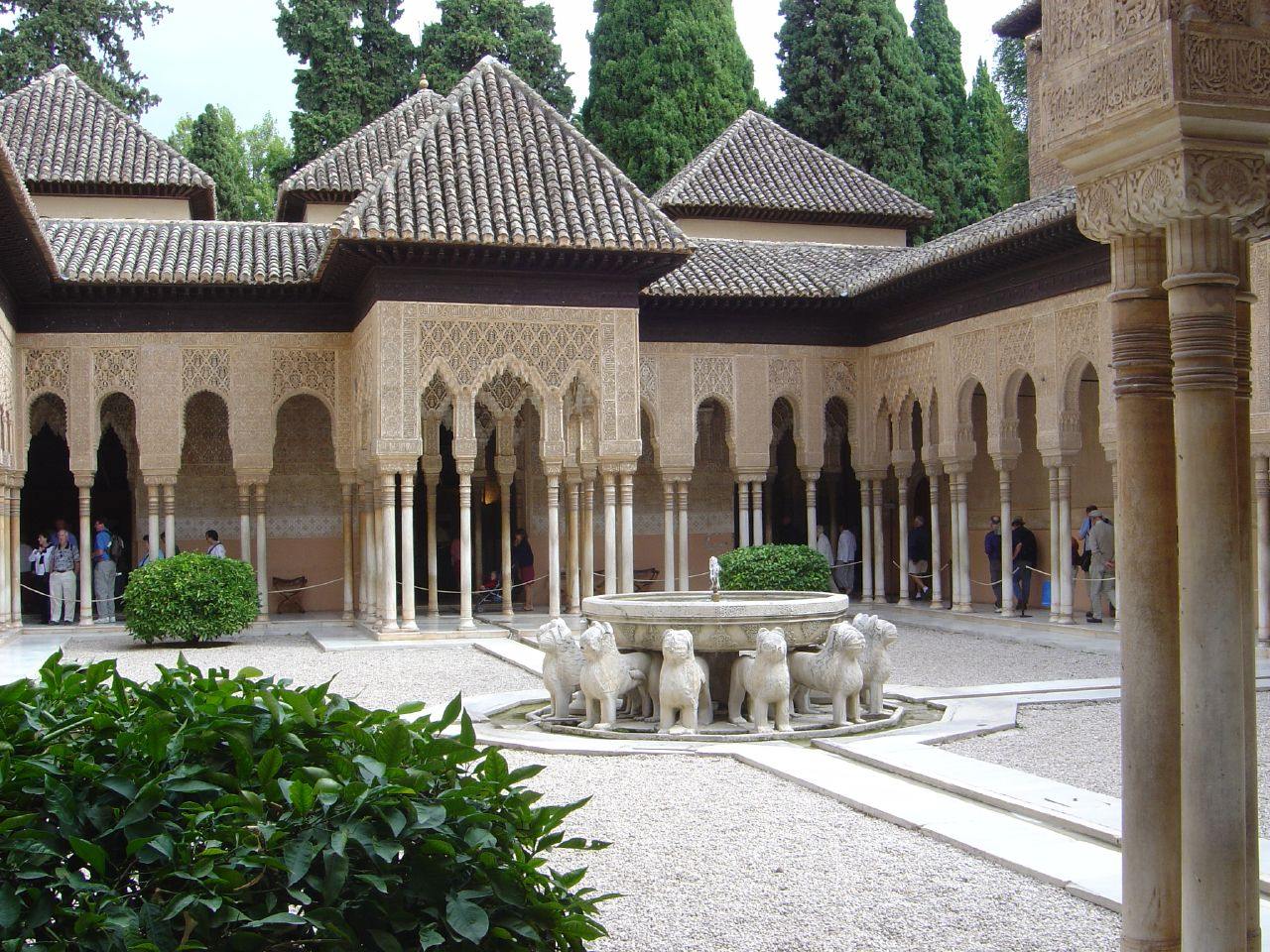
Lejongården.
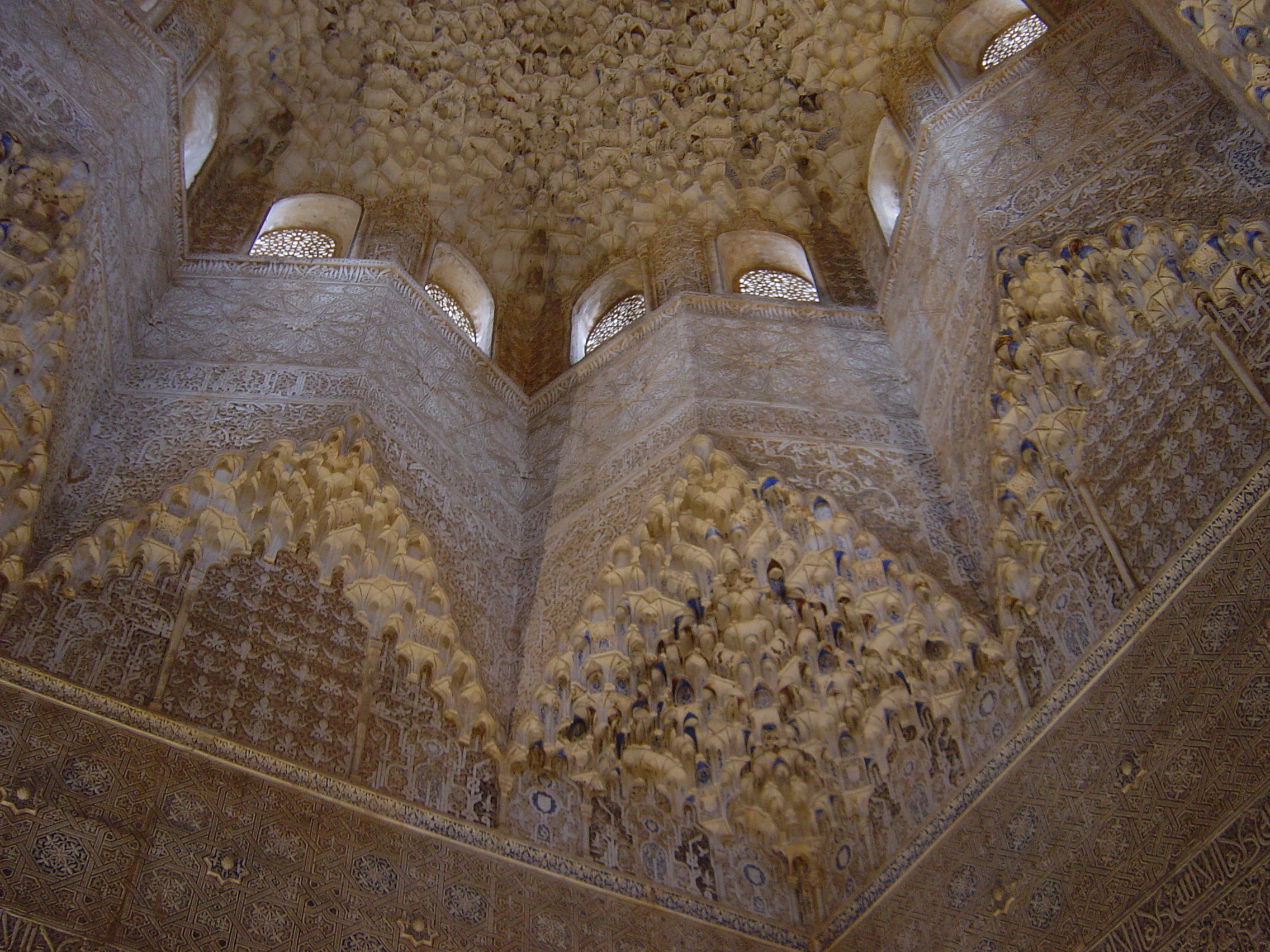
Taket i Abencerrajernas sal.
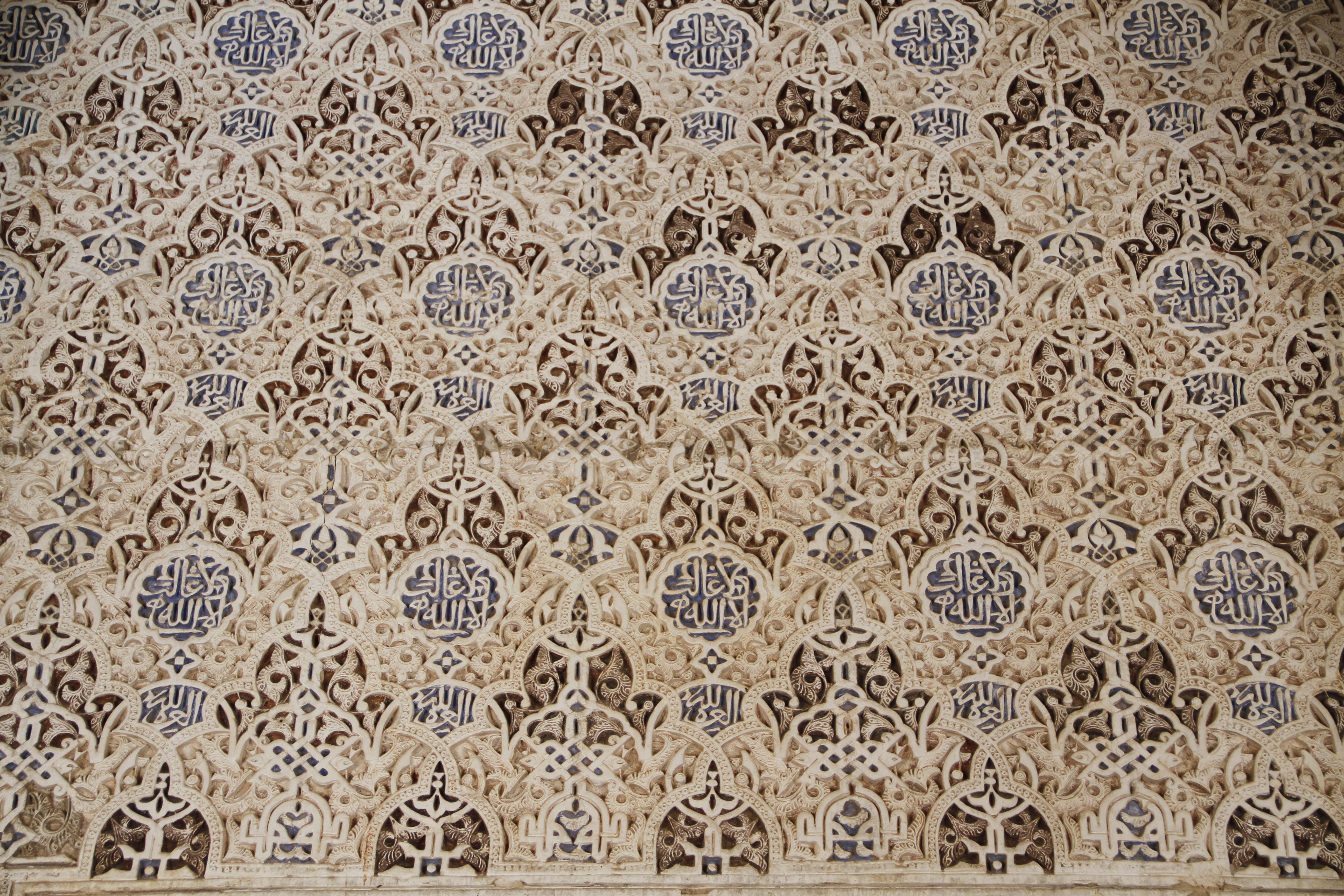
Detalj i Konungarnas sal.
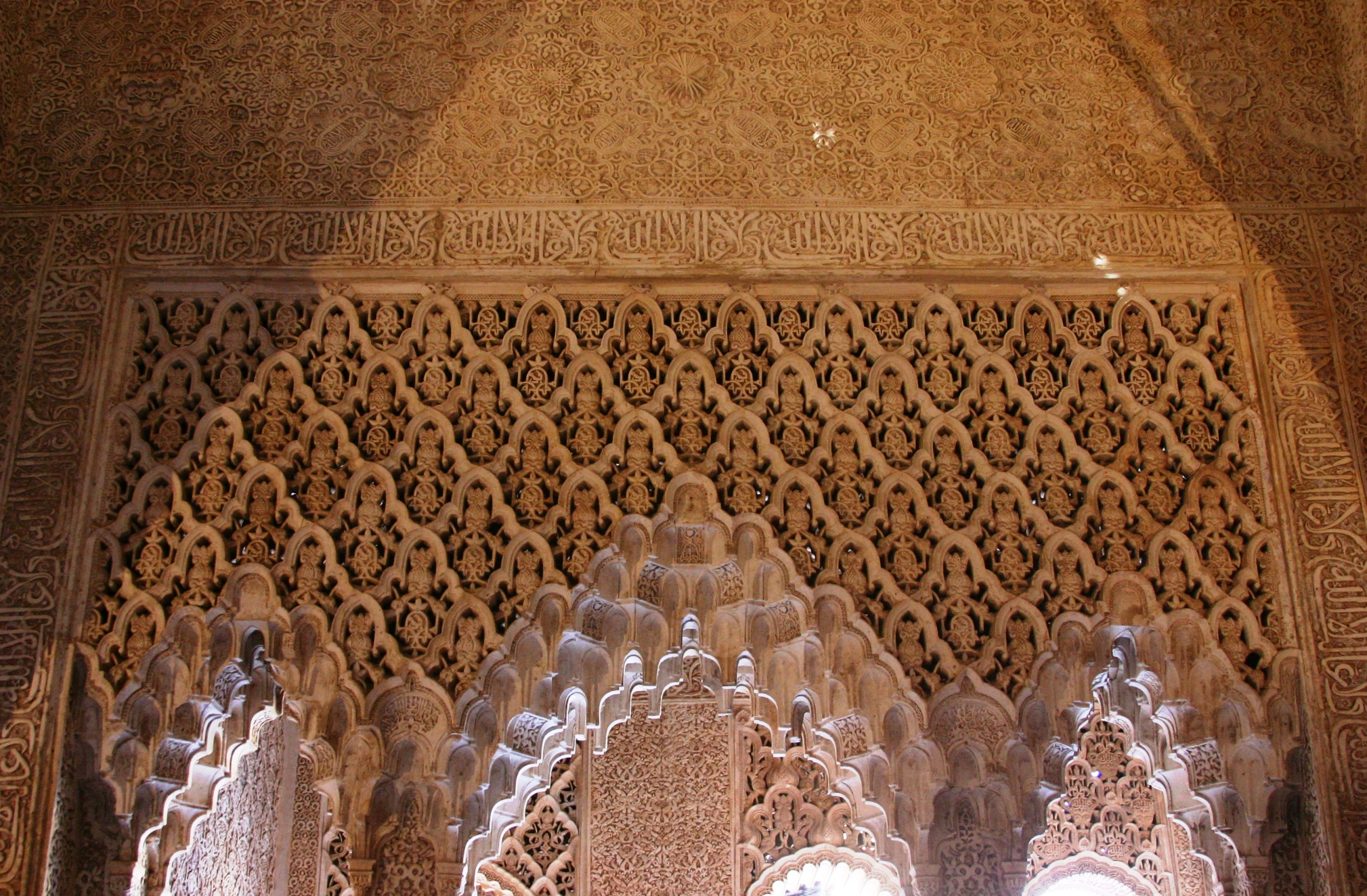
Detalj i de två systrarnas sal.
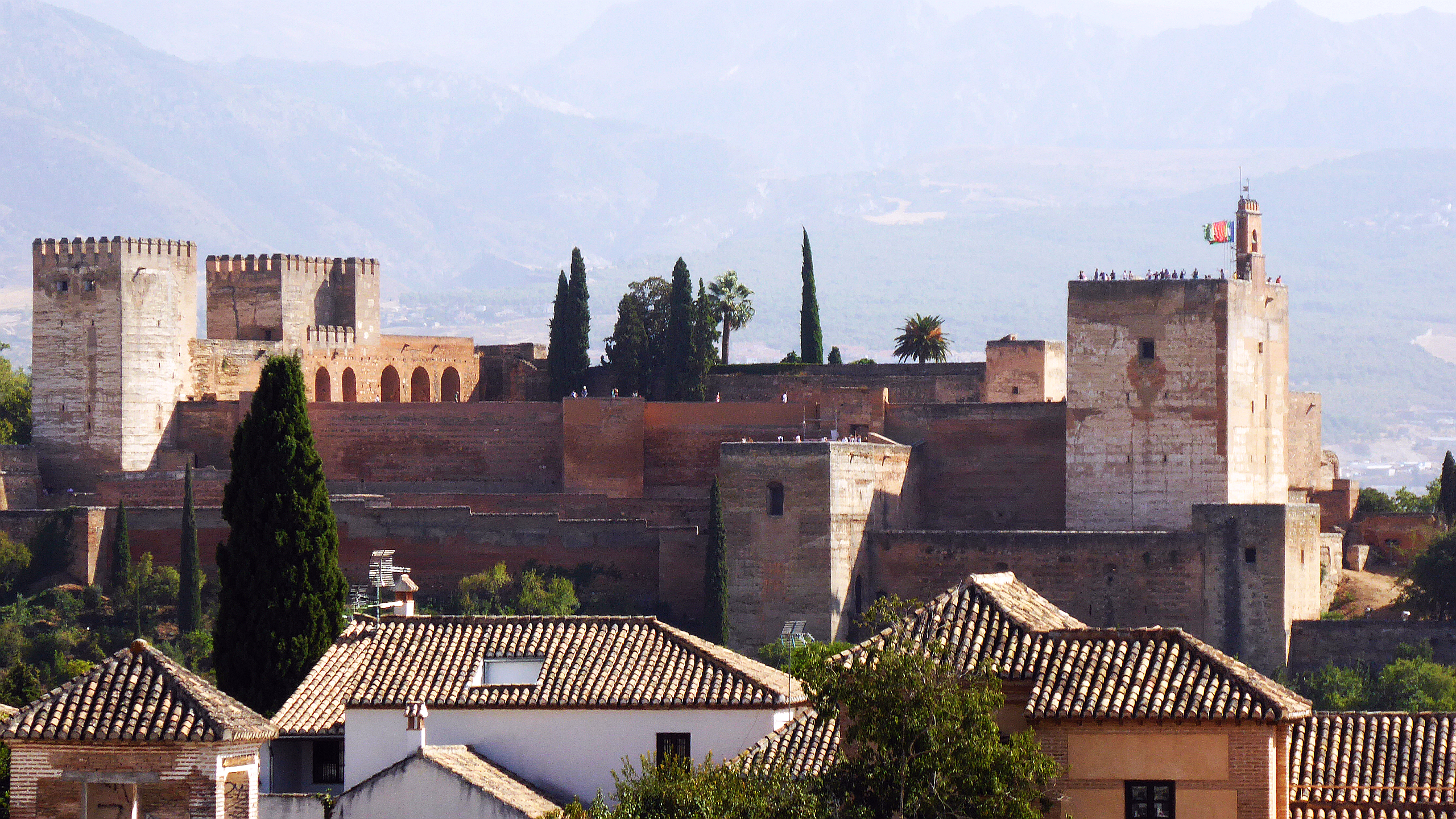
Alcazaba de Benedin, den västra delen av Alhambra.
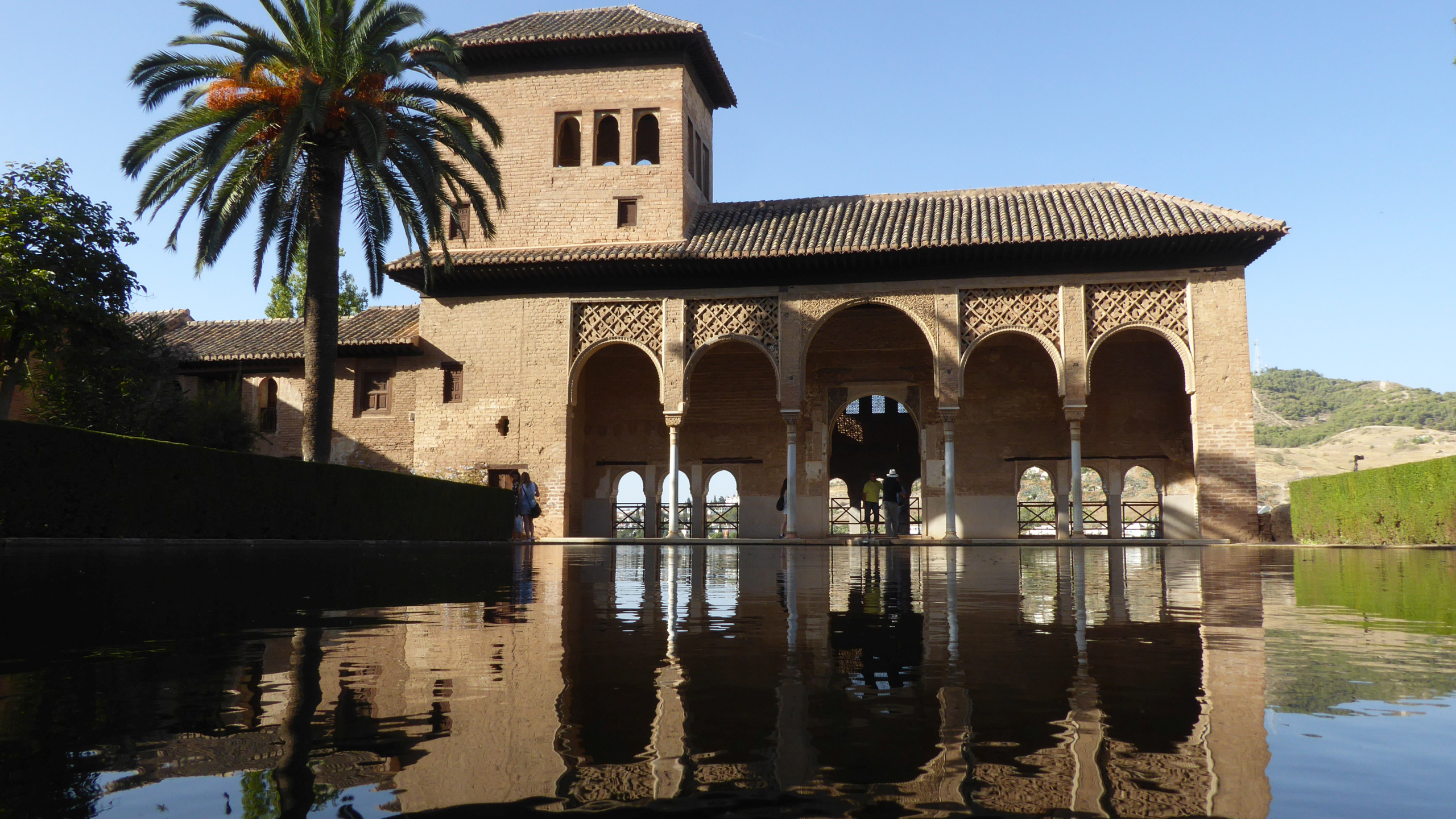
Torre de las Damas.

## Alhambra i kulturen
Begreppet "Morens sista suck" kommer från tillfället då Boabdil, den siste moriske härskaren lämnade Alhambra efter Granadas belägring 1492 vände sig om och såg sitt undersköna palats för sista gången. Hans mor förebrådde honom: ”... att gråta som en kvinna över det du inte kunde försvara som en man!”
Efter att ha varit relativt ouppmärksammat av sin samtid och lång tid därefter så gjordes Alhambra populärt som besöksmål av den amerikanske diplomaten och författaren Washington Irving, som på 1830-talet bodde i palatset och skrev Berättelser från Alhambra. Detta gjorde intryck på den romantiska samtiden och många turister sökte sig till Alhambra.
Alahambra nämns som titel i Francisco Tarregas klassiska gitarrstycke Recuerdos de la Alahambra som skrevs år 1896 efter Tarregas resa till Alahambra. 